# Ferdynand Wspaniały (serial animowany)
Ferdynand Wspaniały – serial animowany, produkcji polskiej z 1975–1977, emitowany w TVP1 w paśmie Wieczorynki.
Odcinki trwają około 9 minut. Serial powstał na podstawie książki Ludwika Jerzego Kerna pod tym samym tytułem opowiadającej przygody psa, któremu śni się, że jest człowiekiem. 
Powstało 7 odcinków.
17 września 2015, w ramach projektu „Łódź Bajkowa”, odsłonięto pomnik Ferdynanda Wspaniałego przed wejściem do Galerii Łódzkiej, na rogu al. Józefa Piłsudskiego i ul. Henryka Sienkiewicza.

## Twórcy
- Scenariusz: Ludwik Jerzy Kern, Jerzy Kotowski
- Dialogi: Ludwik Jerzy Kern
- Lektor: Edward Dziewoński
- Zdjęcia: Grzegorz Świetlikowski
- Projekty plastyczne: Kazimierz Mikulski, Jerzy Jeleński
- Dekoracje: Irena Gorczyńska
- Muzyka: Adam Walaciński
- Dźwięk: Mieczysław Janik
- Kierownictwo produkcji: Tadeusz Strąk
- Produkcja: Studio Małych Form Filmowych Se-ma-for

## Spis odcinków
1. Pierwsze kroki
2. W przestworzach
3. Niebezpieczny nocleg
4. W eleganckim świecie
5. Na plaży
6. Wystawa psów
7. Myśliwski bigos